# Абхазско-приднестровские отношения
Абхазско-приднестровские отношения — двусторонние дипломатические отношения между частично признанным государством Абхазией и непризнанным государством Приднестровской Молдавской Республикой (Приднестровьем). Оба государства признают независимость друг друга.

## История
22 января 1993 года Абхазия и Приднестровье подписали договор о дружбе и сотрудничестве.
14 июня 2006 года лидеры Абхазии, Приднестровья и Южной Осетии встретились в Тирасполе и сформировали Содружество непризнанных государств.
18 января 2007 года президент Приднестровья Игорь Смирнов подписал указ об открытии официального представительства Приднестровской Молдавской Республики в Абхазии. В тот же день Гарри Купалба был назначен полномочным представителем Приднестровья в Абхазии. 23 января 2007 года президент Абхазии Сергей Багапш назначил Александра Ватамана полномочным представителем Абхазии в Приднестровье.
7 марта 2008 года Сергей Багапш официально издал указ о создании официального представителя Абхазии в Приднестровье, а 18 июля 2008 года представительство было открыто в Тирасполе.
11 января 2018 года президент Приднестровья Вадим Красносельский подписал Закон Приднестровской Молдавской Республики «О ратификации Договора о дружбе, сотрудничестве и партнерстве между Приднестровской Молдавской Республикой и Республикой Абхазия».
6 марта 2014 года министр иностранных дел Абхазии Вячеслав Чирикба провёл телефонную конференцию с министром иностранных дел Приднестровья Игорем Шорниковым, чтобы обсудить ситуацию в регионе в свете событий на Украине.
4 февраля 2015 года состоялась рабочая встреча президента Абхазии Рауля Хаджимба с полномочным представителем Абхазии в Приднестровье Александром Ватаманом. На встрече обсуждались подготовительные мероприятия и План действий представителя Абхазии в Приднестровье на 2015 год. 1—4 сентября 2015 года абхазская делегация посетила 25-ю годовщину Дня независимости Приднестровья.
24—25 октября 2016 года в Абхазии с визитом находилась делегация Приднестровья. Основная повестка дня — подписание соглашения о взаимном безвизовом посещении граждан Абхазии с Приднестровьем и соглашения о взаимном признании и эквивалентности документов об уровне образования и квалификации. Приказом главы МИД Абхазии Даур Кове глава МИД Приднестровья Виталий Игнатьев был награждён медалью министра иностранных дел Абхазии «За заслуги».
17 ноября 2016 года в министерстве обороны Абхазии прошла встреча генерала армии Мираба Кишмарии с полномочным представителем Абхазии в Приднестровье Александром Ватаманом. На этой встрече также присутствовали Даур Кове и Полномочный представитель Приднестровья в Абхазии Гарри Купалба. Эта встреча посвящена сотрудничеству и дружбе Абхазии и Приднестровья в оборонной сфере. Александр Ватаман и Гарри Купалба были награждены генералом Мирабом Кишмарией медалью министерства обороны Абхазии.
29 июля 2017 года Александр Ватаман принял участие в Правительственных мероприятиях Приднестровья в Бендерах, посвящённых 25-летию вхождения в зону Мелда. 1 августа 2017 года аналогичные мероприятия прошли в Монументе мужской славы в Тирасполе. Александр Ватаман также присутствовал на праздновании 27-летия Дня независимости Приднестровья в Президентском дворце в Тирасполе 1 сентября 2017 года.

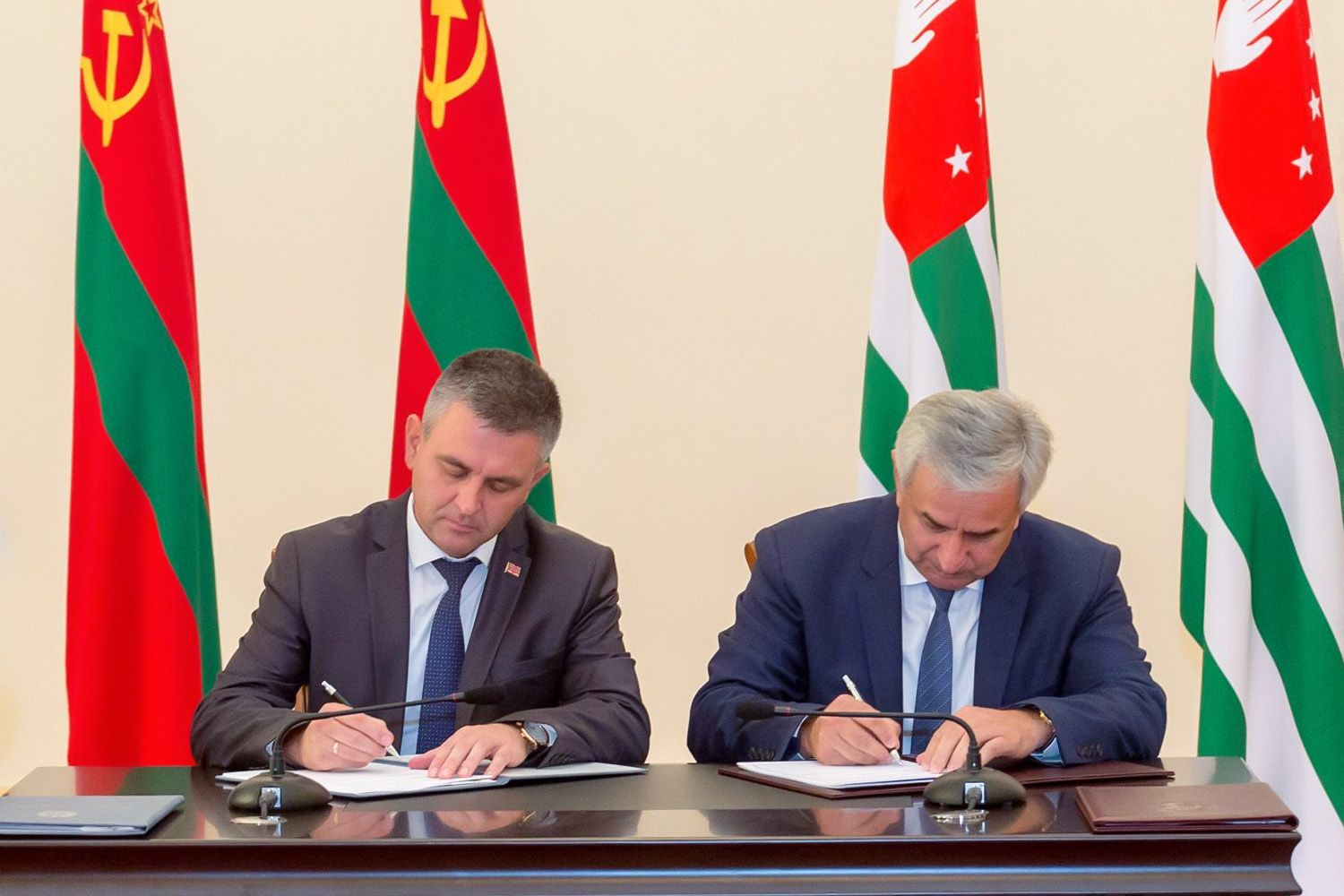
Подписание приднестровско-абхазского договора 29 сентября 2017 года

29 сентября 2017 года состоялось подписание приднестровско-абхазского Договора о дружбе, сотрудничестве и партнёрстве между Республикой Абхазия и Приднестровской Молдавской Республикой в рамках официального визита приднестровской делегации в Абхазию.
7 августа 2018 года президент Приднестровья встретился с главами официальных представительств Абхазии и Южной Осетии — Александром Ватаманом и Виталием Янковским соответственно.
1 сентября 2018 года Александр Ватаман принял участие в праздновании 28-й годовщины Дня независимости Приднестровья в Тирасполе. По этому поводу он выступил с речью.
25 декабря 2018 года новый глава МИД Абхазии Даур Кове встретился с Гарри Купалбой по случаю достижения отношений между Абхазией и Приднестровьем в нескольких сферах и обсуждения повестки дня сотрудничества двух стран на следующий год.
В 2019 году Александр Ватаман встретился с Виталием Игнатьевым в Тирасполе, а также Даур Кове с Гарри Купалба в Сухуми по случаю 26-летия установления дипломатических отношений между Абхазией и Приднестровьем.